# Mastixia glauca
Mastixia glauca är en kornellväxtart som beskrevs av K.M. Matthew. Mastixia glauca ingår i släktet Mastixia och familjen kornellväxter. Inga underarter finns listade i Catalogue of Life.